# Bad Dog
"Bad Dog" é o primeiro single da cantora britânica Neon Hitch de seu álbum de estréia,“Beg, Borrow & Steal”. A faixa foi lançada nos EUA e no Reino Unido em 12 de agosto de 2011.

## Lançamento
"Bad Dog" foi lançado digitalmente em 12 de agosto de 2011.

## Videoclipe
Um lyric video da faixa foi lançada em 15 de Julho de 2011,O lyric video foi carregado no canal oficial de Hitch no Youtube.

## Lista de faixas
| CD single |                                |         |  |
| N.º       | Título                         | Duração |  |
| 1.        | "Bad Dog"                      | 3:13    |  |
| 2.        | "Bad Dog" (Discotech Remix)    | 3:52    |  |
| 3.        | "Bad Dog" (Jason Nevins Remix) | 3:19    |  |
| 4.        | "Bad Dog" (DJ Chuckie Remix)   | 6:02    |  |